# Église Saint-Didier d'Ardoix
 (mars 2018).
L'église Saint-Didier est érigée dans la commune d’Ardoix, département de l'Ardèche en région Auvergne-Rhône-Alpes. Son architecture est de style néoroman. L'édifice est situé au cœur du chef-lieu de la commune en bordure de la départementale 221 reliant Sarras à Satillieu.

## Historique

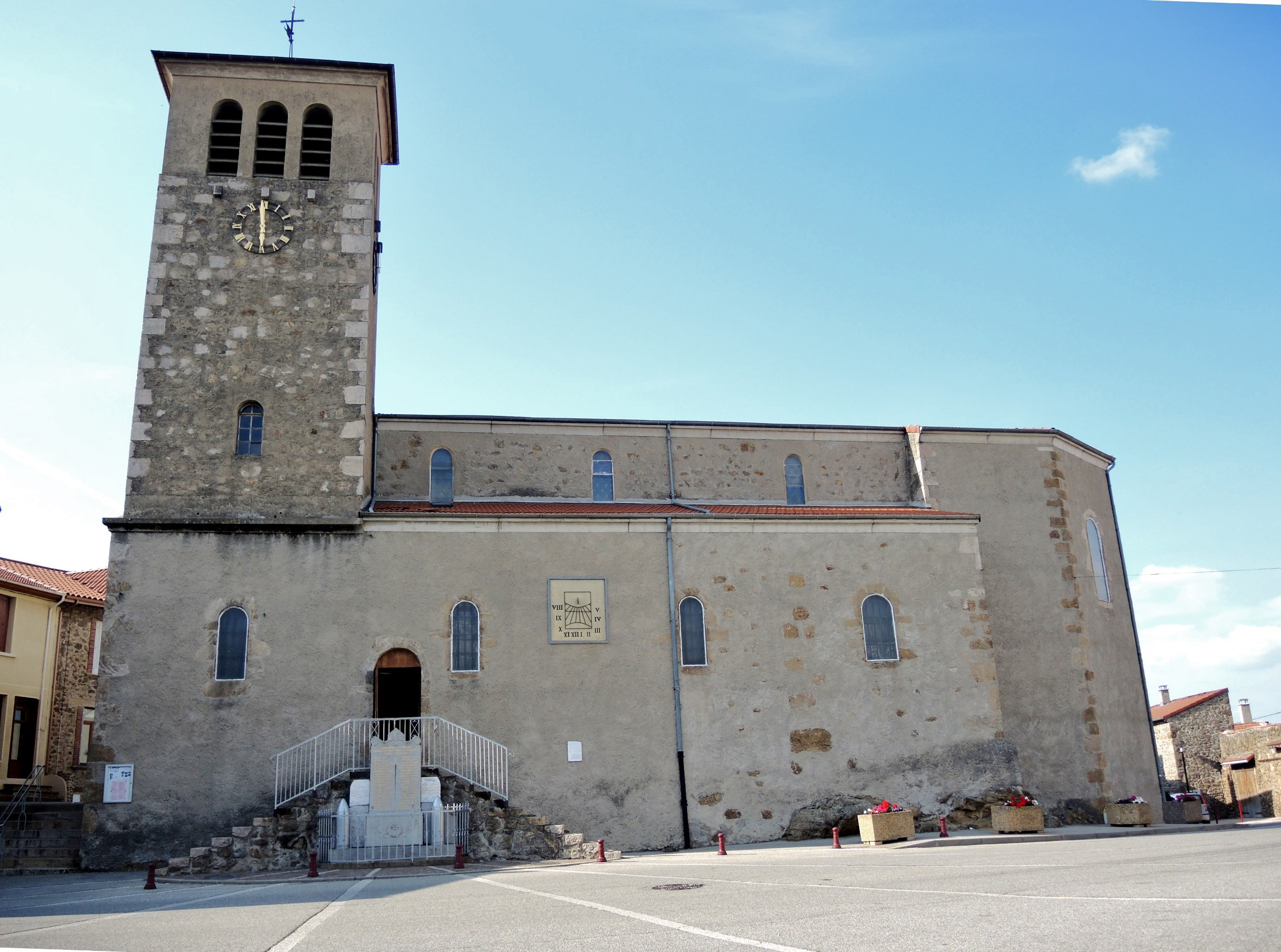
Comme originalités extérieures, une entrée latérale côté place et un clocher déplacé et reconstruit.

Ardoix est citée pour la première fois dans une charte de l'an 776. Vers 1184, son église dépend de l’abbaye de Saint-Claude.
En 1740 le curé de la paroisse, le père Chazetier se rend en pèlerinage à Rome. À son retour, il aurait ramené de nombreuses reliques. Treize ans plus tard, l’église est restaurée et devient célèbre dans la région : un pèlerinage à saint Jean-Baptiste se déroule le jour de la sa fête. Les mères de famille viennent demander son aide pour leurs enfants malades ou chétifs.
Sous la Révolution, l’église d’Ardoix est pillée et dévastée : les meubles, les ornements, les objets du culte sont brûlés sur la place du village, à l’exception de la chaire et du confessionnal trop difficile à déplacer ! L’église est ensuite sans doute fermée jusqu’en 1802, date des réouvertures officielles au culte. L’église demeure paroissiale dans le cadre de la mise en place de l’organisation temporelle concordataire.
Quelques faits du  XIXe siècle :
- 1846 : travaux de reconstruction ou de réaménagement ?
- 1865 : enrichissement du reliquaire par les dons d’un enfant du pays : le père de la Roque.

Lors de sa visite pour écrire son Voyage autour d’Annonay, docteur Francus précise que « la basse vallée de l’Ay (…) n’était desservie que par un sentier accessible seulement au piétons ». Quelques années après, au début du XXe siècle la place centrale est éventrée par le tracé de la route départementale.
Ces dernières décennies :
- 1953 : élargissement de la départementale, le clocher de l'église est déplacé.
- 1994 : la paroisse d’Ardoix, les autres paroisses catholiques du canton de Satillieu et celle de Lafarre forment l’« Ensemble inter-Paroissial de Satillieu ».
- 2003 : création de la paroisse « Saint-François Régis des vals d’Ay et de la Daronne », par fusion des paroisses catholiques situées sur les territoires des cantons de Satillieu et de Saint-Félicien à l’exception d’Arlebosc (1er janvier)[1].

## Description générale
Composée d’un clocher placé sur la façade principale à droite du portail d’entrée, l’église est à trois nef voûtées.

## Vocable
Saint Didier est le patron de cette église.

## Visite de l'édifice

### Le sanctuaire

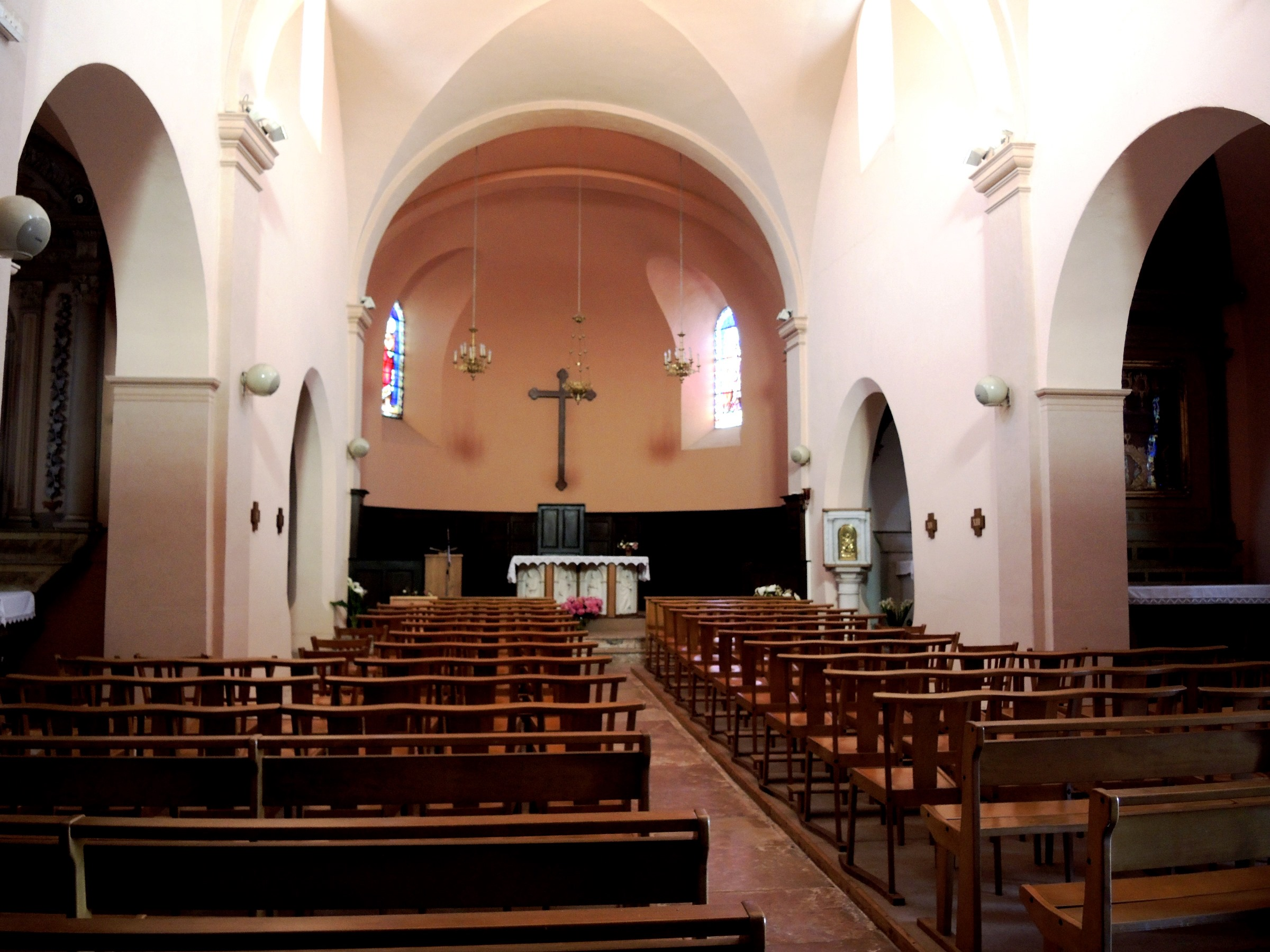
Un intérieur néoroman.

Plusieurs éléments aux fonctions liturgiques précises : 
- le siège de présidence,
- la Croix du Christ placée au fond de l’abside,
- l’ambon, datant de la fin du XXe siècle,
- l’autel réutilisant des bas-reliefs de l’ancien maître-autel,
- le tabernacle placé sur une colonne en marbre.

### Objets classés
La base Palissy recense plusieurs objets de l'église :
- Le  garde-corps de la tribune[3],
- Les fonts baptismaux[4],
- Deux confessionnaux[5],
- Un crucifix[6],
- La chaire[7],
- Le Chemin de Croix rappelant différents épisodes en quatorze stations du premier vendredi saint : la Passion du Christ[8],
- Quatre statues : Saint Didier, Saint Roch, Sainte Philomène, Sainte Jeanne d'Arc [9],
- Les plaques commémoratives : plaques des morts des guerres (1914-1918) - (1939-1945)[9],
- Les décors de la :
  - chapelle de la Vierge à l'Enfant : décor d'architecture ; autel ; peinture monumentale (peintures de la voûte) ; niche avec la statue de la Vierge à l'Enfant ; chandelier d'autel ; plaque funéraire à la mémoire des familles de Laroque et Dupont[10],
  - chapelle du Sacré-Cœur : décor d'architecture ; autel ; retable ; peinture monumentale (peintures de la voûte) ; statue du Sacré-Cœur ; plaque funéraire à la mémoire de la famille de Dienne ; croix ; chandelier d'autel ; banc de famille (avec agenouilloir de la famille de Dienne)[11],

### Reliquaire
Un reliquaire renferme des témoignages de la foi des siècles passés. D’après Docteur Francus, il y aurait : 
- 9 parcelles de la Vraie Croix,
- des reliques de saint Jean-Baptiste,
- un fragment du voile de la Vierge,
- des reliques de saint Pierre, saint Paul, saint Didier, saint Martial, saint Fructueux, saint Gaudens, saint Patient, saint Ostian, saint Vincent diacre, saint Jean-François Régis, saint François de Sales, saint Lazare ; sainte Marthe ; Syagrius, évêque d’Autun ; saint Symphorien, premier martyr d’Autun ; saint Claude, évêque de Besançon et de sainte Marie Alacoque, fondatrice à Paray-le-Monial (Haute-Saône) de la Visitation.

### Vitraux
Les vitraux sont remarquables dans le chœur et les chapelles latérales. La chapelle de droite est éclairée par un vitrail représentant saint Ostian et sa chapelle près de Viviers, celle de gauche l'est par un vitrail représentant la tour d’Oriol.

### Cloches
Plusieurs cloches assurent ici les sonneries civiles (heures) et religieuses.

## Chronologie des curés

### ? – 1994
Un curé, aidé parfois d'un vicaire a la charge de la paroisse dont le territoire correspond approximativement à celui de la commune.

### 1994 – 2003
Une équipe presbytérale dont les membres sont « curés in solidum » (responsables solidairement) a la charge de l’ensemble des paroisses catholiques du canton de Satillieu et de celle de Lafarre (ensemble inter-paroissial de Satillieu).

### Depuis 2003
Avec la création de la paroisse Saint-François Régis (Ay, Daronne) dont le territoire comprend les cantons de Satillieu et de Saint-Félicien à l’exception d’Arlebosc,  soit les vallées de l’Ay et de la Daronne, une équipe d’animation pastorale (E.A.P.) composée de laïcs en mission et de prêtres nommés « curés in solidum » à la charge de la paroisse nouvelle.